# Микејла Шифрин
Микејла Шифрин (енгл. Mikaela Shiffrin; Вејл, 13. март 1995) америчка је алпска скијашица. Петострука је победница у укупном поретку Светског купа. Такође, олимпијска је, и трострука узастопна светска првакиња у слалому. На Зимским олимпијским играма у Сочију 2014, као осамнаестогодишњакиња, постала је најмлађи освајач златне медаље у слалому. Током сезоне 2018/19. забележила је рекордних петнаест победа.
На међународној скијашкој сцени дебитовала је у децембру 2010. са свега 15 година у Северноамеричком купу у канадској Панорами на којем је остварила укупну победу. На светском јуниорском првенству у швајцарској Кран Монтани 2011. освојила је бронзану медаљу у слалому.
У такмичењу Светског купа дебитовала је 11. марта 2011. у Шпиндлерувом Млину у Чешкој, а свега месец дана касније на националном првенству одржаном у Винтер Парку у Колораду осваја титулу у слалому и тако постаје најмлађа Американка у историји која је освојила националну титулу у некој алпској дисциплини (са свега 16 година).
У сезони 2011/12. на такмичењу у аустријском Лијенцу 29. децембра освојила је треће место у слалому што је био њен први пласман на победничко постоље у каријери у Светском купу. Иако је у првој трци стартовала као 40. ту трку завршила је на 12. месту, да би у другој трци остварила убедљиво најбоље време што је било довољно за треће место и победничко постоље.
Шифрин је током каријере забележила 86 победа у светском купу што је више од било које друге такмичарке у историји. Олимпијска је шампионка у слалому и велеслалому, а светска шампионка у слалому (4 пута, узастопно), супервелеслалому и алпској комбинацији. Микејла Шифрин држи рекорд по броју победа у једној дисциплини (слалом, 52), броју победа у једној сезони (17, сезона 2018-19) и броју победа у календарској години (15, 2018. године).

## Победе у Светском купу
100 победа (52 у слалому, 20 у велеслалому, 3 у спусту, 5 у супервелеслалому, 1 у алпској комбинацији, 5 у паралелном слалому)
| Сезона    | Датум              | Место            | Дисциплина       |
| --------- | ------------------ | ---------------- | ---------------- |
| 2012/13.  | 20. децембар 2012. | Оре              | слалом           |
| 2012/13.  | 8. јануар 2013.    | Загреб           | слалом           |
| 2012/13.  | 15. јануар 2013.   | Флахау           | слалом           |
| 2012/13.  | 16. март 2013.     | Ленцерхајде      | слалом           |
| 2013/14.  | 16. новембар 2013. | Леви             | слалом           |
| 2013/14.  | 5. јануар 2014.    | Бормио           | слалом           |
| 2013/14.  | 14. јануар 2014.   | Флахау           | слалом           |
| 2013/14.  | 8. март 2014.      | Оре              | слалом           |
| 2013/14.  | 15. март 2014.     | Ленцерхајде      | слалом           |
| 2014/15.  | 25. октобар 2014.  | Зелден           | велеслалом       |
| 2014/15.  | 29. децембар 2014. | Кихтаи у Тиролу  | слалом           |
| 2014/15.  | 4. јануар 2015.    | Загреб           | слалом           |
| 2014/15.  | 22. фебруар 2015.  | Марибор          | слалом           |
| 2014/15.  | 14. март 2015.     | Оре              | слалом           |
| 2014/15.  | 21. март 2015.     | Мерибел          | слалом           |
| 2015/16.  | 28. новембар 2015. | Аспен            | слалом           |
| 2015/16.  | 29. новембар 2015. | Аспен            | слалом           |
| 2015/16.  | 15. фебруар 2016.  | Кран Монтана     | слалом           |
| 2015/16.  | 6. март 2016.      | Јасна            | слалом           |
| 2015/16.  | 19. март 2016.     | Санкт Мориц      | слалом           |
| 2016/17.. | 12. новембар 2016. | Леви             | слалом           |
| 2016/17.. | 27. новембар 2016. | Килингтон        | слалом           |
| 2016/17.. | 11. децембар 2016. | Сестријере       | слалом           |
| 2016/17.. | 27. децембар 2016. | Семеринг         | велеслалом       |
| 2016/17.. | 28. децембар 2016. | Семеринг         | велеслалом       |
| 2016/17.. | 29. децембар 2016. | Семеринг         | слалом           |
| 2016/17.. | 8. јануар 2017.    | Марибор          | слалом           |
| 2016/17.. | 31. јануар 2017.   | Стокхолм         | паралелни слалом |
| 2016/17.. | 26. фебруар 2017.  | Кран Монтана     | комбинација      |
| 2016/17.. | 10. март 2017.     | Скво Вали        | велеслалом       |
| 2016/17.. | 11. март 2017.     | Скво Вали        | слалом           |
| 2017/18.. | 26. новембар 2017. | Килингтон        | слалом           |
| 2017/18.. | 2. децембар 2017.  | Лејк Луиз        | спуст            |
| 2017/18.. | 19. децембар 2017. | Куршевел         | велеслалом       |
| 2017/18.. | 20. децембар 2017. | Куршевел         | паралелни слалом |
| 2017/18.. | 28. децембар 2017. | Лијенц           | слалом           |
| 2017/18.. | 1. јануар 2018.    | Осло             | паралелни слалом |
| 2017/18.. | 3. јануар 2018.    | Загреб           | слалом           |
| 2017/18.. | 6. јануар 2018.    | Крањска Гора     | велеслалом       |
| 2017/18.. | 7. јануар 2018.    | Крањска Гора     | слалом           |
| 2017/18.. | 9. јануар 2018.    | Флахау           | слалом           |
| 2017/18.. | 10. март 2018.     | Офтершванг       | слалом           |
| 2017/18.. | 17. март 2018.     | Оре              | слалом           |
| 2018/19.. | 17. новембар 2018. | Леви             | слалом           |
| 2018/19.. | 25. новембар 2018. | Килингтон        | слалом           |
| 2018/19.. | 2. децембар 2018.  | Лејк Луиз        | супервелеслалом  |
| 2018/19.. | 8. децембар 2018.  | Санкт Мориц      | супервелеслалом  |
| 2018/19.. | 9. децембар 2018.  | Санкт Мориц      | паралелни слалом |
| 2018/19.. | 21. децембар 2018. | Куршевел         | велеслалом       |
| 2018/19.. | 22. децембар 2018. | Куршевел         | слалом           |
| 2018/19.. | 29. децембар 2018. | Семеринг         | слалом           |
| 2018/19.. | 5. јануар 2019.    | Загреб           | слалом           |
| 2018/19.. | 15. јануар 2019.   | Кронплац         | велеслалом       |
| 2018/19.. | 20. јануар 2019.   | Кортина д'Ампецо | супервелеслалом  |
| 2018/19.. | 1. фебруар 2019.   | Марибор          | велеслалом       |
| 2018/19.. | 2. фебруар 2019.   | Марибор          | слалом           |
| 2018/19.. | 19. фебруар 2019.  | Стокхолм         | паралелни слалом |
| 2018/19.. | 9. март 2019.      | Шпиндлерув Млин  | слалом           |